# Кола, Ян
Ян Кола (пол. Jan Koła; ? — 1543) — гетман польный коронный в 1528—1538 гг., каштелян галицкий с 1520 года, староста кмёнацкий.

## Биография
Принимал участие в Молдавской войне в 1506 году. В 1513 году стал подкоморием галицким, а в 1520 году каштеляном галицким. В 1529 году стал командиром обороны поточной. Был первым военачальником, который был титулован гетманом польным (лат. capitaneus campestris). Уже в статусе польного гетмана отразил набег молдавского господаря Петра Рареша на Покутье. 31 декабря 1530 года потерпел поражение в битве при Хотине. В 1534 году отбил набег татарских чамбулов на Волынь. В 1539 году передал булаву гетмана польного своему зятю Николаю Сенявскому.

## Семья
- Отец — Павел Кола (сын Яна Колы Старшего) — подкоморий галицкий, каштелян галицкий и воевода подольский.
- Мать — Брунета Ходецкая.
- Жёны — Малгоржата из Балинец, София Гербурт.
- Дети — от Малгоржаты из Балинец — Катаржина (ум. до 1544), Анна (ум. 1574).